# ヨハン・ラドン
ヨハン・カール・アウグスト・ラドン（Johann Karl August Radon、1887年12月16日 - 1956年5月25日）は、オーストリアの数学者。博士論文は変分法に関するものであった（1910年、ウィーン大学）。

## 経歴
オーストリア＝ハンガリー帝国、ボヘミアのTetschen（現在のチェコ、ジェチーン）生まれ。1910年にウィーン大学で博士号を取得した。ゲッティンゲン大学で1910/11年の冬期のセミナーを過ごし、その後en:German Technical University in Brnoで助手を務め、1912年から1919年までウィーン工科大学で助手を務めた。1913/14年にウィーン大学でハビリテーションに通った。近視のため、戦時中の徴兵は免れた。
1919年に新たに設立されたハンブルグ大学の特別教授（Professor Extraordinarius）に任命された。1922年にはグライフスヴァルト大学、1925年にエアランゲン大学の正教授に就任した。その後、1928年から1945年までブレスラウ大学の正教授を務めた。
インスブルック大学に少しいた後、1946年10月1日にウィーン大学数学研究所の正教授となった。1954/55年にはウィーン大学の学長を務めた。
1939年、オーストリア科学アカデミーの通信会員になり、1947年に会員となった。1952年から1956年まで、同アカデミーの数学及び科学クラス(Class of Mathematics and Science)の書記を務めた。1948年から1950年まで、オーストリア数学会の会長を務めた。
2003年、オーストリア科学アカデミーはヨハン・ラドンの名を冠した研究所を設立した（外部リンク参照）。

## 業績
ラドンは、以下の業績で知られる。
- ラドン＝ニコディムの定理
- 線型汎函数としての測度のラドン測度の概念
- 超平面上での積分に基づく積分幾何学（英語版）におけるラドン変換、スキャン用のトモグラフィーに応用される（トモグラフィック復元）
- ラドンの定理（英語版）
- en:Radon–Hurwitz number
- en:Radon–Riesz property